# Wioska Umoja
Umoja Uaso (z suahili „jedność”) – istniejąca od 1990 kobieca wioska w Kenii niedaleko miasta Archers Post w hrabstwie Samburu, ok. 380 km od stolicy kraju, Nairobi. Wioska została założona przez Rebeccę Lolosoli, kobietę z ludu Samburu, z przeznaczeniem dla kobiet będących ofiarami przemocy lub młodych dziewczyn uciekających od przymusowych małżeństw. Kobiety z Umoji walczą z uległą rolą kobiet w społeczeństwie i tradycji Samburu.
Kobiety Umoji prowadzą szkołę, centrum kultury oraz pole namiotowe dla turystów odwiedzających Narodowy Rezerwat Samburu. Zajmują się też wyrobem biżuterii, a wszystkie pieniądze ze sprzedaży przeznaczają na rzecz wioski.

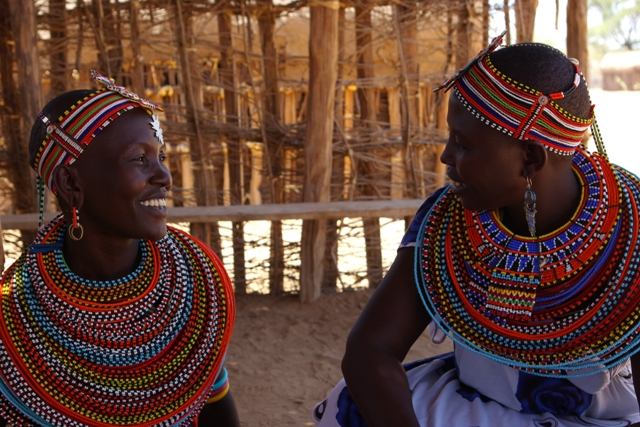
Kobiety z wioski Umoja

## Historia
Kobiety Samburu pełnią w społeczeństwie podrzędną rolę. Nie wolno im posiadać ziemi czy jakiejkolwiek innej formy majątku. Uważane są za własność mężów. Często padają ofiarami damskiego obrzezania, przymusowych małżeństw ze starszymi mężczyznami, gwałtu oraz przemocy domowej. Na początku lat 90. XX w. zarejestrowano ponad 600 przypadków gwałtu na Kenijkach, doknanych przez brytyjskich żołnierzy. Od tego momentu wszczęto postępowanie przeciwko armii brytyjskiej za gwałt na ponad 1400 kobiet Samburu, lecz sprawa została umorzona. Ofiary gwałtów w uznano za „zbezczeszczone”, a ich mężowie w obawie, że ich kobiety są nosicielkami chorób wenerycznych, wyrzucali je z domów.
Kiedy wiele kobiet straciło swoje domy, zjednoczyły się i stworzyły Umoję. Po tym, jak Rebecca Lolosoli została brutalnie pobita za stawianie sprzeciwu wobec norm społecznych Samburu, wpadła na pomysł, aby założyć wioskę. Ostatecznie dołączyło do niej kolejne 15 kobiet. Umoja powstała w 1990.
„Kobieca oaza” spotkała się z dużym sprzeciwem ze strony mężczyzn Samburu. Założyli konkurencyjne męskie wioski, które nie przetrwały próby czasu. Mężczyźni próbowali zakładać rywalizacyjne biznesy, aby odciągnąć turystów i pozbawić kobiety dochodu. Ostatecznie kobiety wykupiły ziemie zajmowane przez mężczyzn.
Na początku Umojanki zaczynały od sprzedawania warzyw, które kupiły od innych, ponieważ nie umiały same uprawiać roślin. Z powodu niepowodzeń zajęły się wyrabianiem tradycyjnych kenijskich ozdób i sprzedawaniem ich turystom. Straż Ochrony Przyrody w Kenii zainteresowała się ich sytuacją i postanowiła pomóc mieszkankom wioski, umożliwiając im naukę od innych grup i społeczeństw, jak np. tych w rejonie Maasai Mara, aby mogły rozwinąć swój biznes. Swoją pomoc również zaoferowało Ministerstwo Kultury i Dziedzictwa Narodowego Kenii.
Po wizycie Lolosoli w ONZ w 2005 mężczyźni z sąsiednich wiosek wnieśli sprawę sądową przeciwko niej, mając nadzieję na zamknięcie wioski. W 2009 były mąż Rebeki zaatakował wioskę, zagrażając życiu kobiety. Umojanki musiały na jakiś czas opuścić wioskę dla ich własnego bezpieczeństwa. Obecnie kobiety Umoji są oficjalnymi właścicielkami tej ziemi.

## O Umoji
Umoja znajduje się w północno-środkowej Kenii, w hrabstwie Samburu, w pobliżu Archers Post. Wioska składa się z chat manyata zbudowanych z mieszanki ziemi i krowiego łajna, pozyskiwanych z opuszczonych łąk. Domy otoczone są płotami oraz drutami kolczastymi.
Celem mieszkańców wioski jest poprawa warunków życia kobiet z powodu szalejącej biedy i przeciwdziałanie problemowi porzucania kobiet przez ich rodziny. Wioska przyjmuje również uciekinierów oraz dziewczynki, które zostały wyrzucone z gospodarstw domowych, wychowuje sieroty, porzucone dzieci oraz dzieci zarażone wirusem HIV. Wioska zapewnia również azyl kobietom uciekającym przez przemocą z hrabstwa Turkana.
Mieszkańcy tej wspólnoty muszą nosić tradycyjne ubrania oraz paciorki. Okaleczanie żeńskich narządów płciowych jest w wiosce zakazane.

## Populacja
W 2005 w Umoji mieszkało ok. 30 kobiet i 50 dzieci. W 2015 liczba ta wzrosła do 47 kobiet i 200 dzieci.
Mężczyźni mogą odwiedzać Umoję, lecz nie mają prawa w niej mieszkać. Tylko mężczyźni, którzy jako dzieci wychowywali się w Umoji, mogą w niej nocować.

## Edukacja
Tradycyjnie w społeczeństwie dzieci zajmują się opieką nad zwierzyną hodowlaną, ale w Umoji wszystkie dzieci otrzymują edukację. Znajduje się tam szkoła podstawowa, która może pomieścić ok. 50 uczniów i uczennic. W wiosce otworzono także przedszkole.

## Rząd
Umojanki zbierają się pod „drzewem mowy” aby ustanawiać decyzje w sprawach wioski. Rebecca Lolosoli pełni funkcję przewodniczącej wioski, ale wszystkie mieszkanki Umoji są sobie równe statusem.

## Gospodarka
Mieszkańcy wioski Umoja zajmują się tradycyjnym rzemiosłem właściwym dla Samburu, które sprzedają w Umoja Waso Women’s Cultural Center. Rzemiosło obejmuje kolorowe koraliki, domowe niskoalkoholowe piwo oraz inne. Te rzeczy są również dostępne na stronie internetowej. Kobiety również prowadzą pole namiotowe dla turystów. Każda kobieta przeznacza 10 procent podatku z zarobków na utrzymanie szkoły i inne potrzeby.